# Hôtel Solvay
Hôtel Solvay je secesní dům, který se nachází v belgické metropoli Bruselu na Avenue Louise (č. p. 81). Vznikl na přelomu 19. a 20. století. Jeho architektem byl Victor Horta.
Výstavba byla zahájena v roce 1898 a dokončena roku 1900. Dům byl vybudován (a pojmenován) pro Armanda Solvaye, syna bohatého belgického průmyslníka a chemika Ernesta Solvaye. Díky vysokému rozpočtu, který dostal Victor Horta pro výstavbu tohoto domu, mohl architekt vybrat ty nejlepší materiály a stavební postupy pro zbudování stavby. Sám Horta navrhl každý detail budovy; nábytek, koberce, osvětlení, ba dokonce i zvonky. Pracoval s velmi kvalitními materiály, mezi které patřil mramor, onyx, tropické dřevo bronz aj. Pro tvorbu schodiště v domě spolupracoval Horta s malířem Théem van Rysselberghem. V 50. letech 20. století koupila od Solvaye dům rodina Wittamerů, která jej vzorně udržovala a obnovila do původního stavu. V současné době dům, který je zapsán spolu s ostatními díly Victora Horty v Bruselu na seznam kulturního dědictví UNESCO nicméně není veřejně přístupný.